# Муслиманско освајање Магреба
Муслиманско освајање Магреба (арап. الفتح الاسلامي للمغرب) наставило је век брзих муслиманских освајања након смрти Мухамеда 632. године и завладало северном византијским територијом. У низу од три етапе, освајање Магреба је започело 647. и завршило се 709. године када је Византијско царство изгубило своја последња преостала упоришта у корист тадашњег Омејадског калифата под калифом Ал Валидом Ибн Абдул Маликом.
До 642. године, под калифом Омаром, арапске муслиманске снаге су преузеле контролу над Месопотамијом (638. н.е.), Сиријом (641. не), Египтом (642. н.е.) и извршиле инвазију на Јерменију (642. не), све територије које су претходно биле подељене између зараћених византијских и Сасанидске империје, и завршавали су освајање Персијског царства поразом персијске војске у бици код Нахаванда. У овом тренутку су први пут покренуте арапске војне експедиције у северноафричке регионе западно од Египта, које су се наставиле годинама и подстакле ширење ислама.
Године 644. у Медини, Омара је наследио Осман, током чије дванаестогодишње владавине ће Јерменија, Кипар и цео данашњи Иран бити додати растућем Рашидунском калифату. Пошто су Авганистан и Северна Африка били мете великих инвазија и муслиманских морских напада у распону од Родоса до јужних обала Иберијског полуострва, византијска морнарица је поражена у источном Медитерану.

## Отпор
Иако је то подручје било под контролом калифата, још је било неких делова становништва који су се одупирали ширењу ислама. Берберски народ је сматран инфериорним и присиљен је да пређе на ислам и придружи се арапској војсци, примајући мање плате него што би Арап имао. Ово је довело до великог незадовољства и на крају смрти арапског гувернера Магреба, Језида ибн Аби Муслима од стране једног од његових телохранитеља након што им је наредио да истетовирају његово име на рукама како би означили његово власништво.
Још једна побуна је била подстакнута поробљавањем Бербера. То се догодило у јужном Мароку 739. године и трајало је до 740. Међутим, ова побуна ће бити угушена од стране арапске експедиције, која је при том запленила и заробљенике и злато.
Једна од уједињујућих снага ових побуна била су учења арапских хариџитских мисионара који су радили као трговци. Били су у стању да претворе неке делове у свој начин размишљања и то је обезбедило „уједињујућу дисциплину и револуционарни жар који је покретао побуну Бербера од 739.“ до 743. године.